# Damen-Basketballnationalmannschaft der Demokratischen Republik Kongo
Die Damen-Basketballnationalmannschaft der Demokratischen Republik Kongo ist die Auswahl von Basketballspielerinnen der Demokratischen Republik Kongo, welche die Basketball Federation of Democratic Republic of Congo auf internationaler Ebene, beispielsweise in Freundschaftsspielen gegen die Auswahlmannschaften anderer nationaler Verbände, aber auch bei internationalen Wettbewerben repräsentiert. Größte Erfolge waren der Gewinne der Afrikameisterschaften 1983, 1986 und 1994 sowie die Teilnahme an den Olympischen Sommerspielen 1996 und den Weltmeisterschaften 1983, 1990 und 1998. Damit ist die Mannschaft hinter dem Senegal die erfolgreichste des afrikanischen Kontinents. 1963 trat der nationale Verband dem Weltverband Fédération Internationale de Basketball (FIBA) bei. Im Juni 2014 wurde die Mannschaft auf dem 83. Platz als beste afrikanische Damen-Basketballmannschaft in der Weltrangliste der Frauen geführt.

## Internationale Wettbewerbe

### Die Nationalmannschaft bei Weltmeisterschaften
Die Mannschaft konnte sich insgesamt dreimal für die Weltmeisterschaft qualifizieren. Bei der ersten Teilnahme 1983 belegte man unter 14 Teilnehmern den letzten Platz, 1990 konnte das Nationalteam die Mannschaft aus Malaysia besiegen und wurde 15. unter 16 Teilnehmern, im Jahr 1998 erreichte die Mannschaft den 16. und letzten Rang.

### Die Nationalmannschaft bei Olympischen Spielen
Bisher gelang es der Mannschaft durch den Gewinn der Afrikameisterschaft 1994 einmal, sich für die olympischen Basketballwettbewerbe zu qualifizieren. Bei den Olympischen Sommerspielen 1996 in Atlanta belegte die Mannschaft unter zwölf Teilnehmern den letzten Platz.

### Die Nationalmannschaft bei Afrikameisterschaften
Die Mannschaft kann bisher 13 Teilnahmen an der Afrikameisterschaft vorweisen. Dabei konnte das Nationalteam den Wettbewerb dreimal gewinnen und belegte viermal den zweiten und einmal den dritten Platz.
| - 1966: nicht qualifiziert - 1968: nicht qualifiziert - 1970: nicht qualifiziert - 1974: nicht qualifiziert - 1977: nicht qualifiziert - 1979: nicht qualifiziert - 1981: 2. Platz - 1983: Afrikameister - 1984: 2. Platz - 1986: Afrikameister - 1990: 2. Platz | - 1993: 4. Platz - 1994: Afrikameister - 1997: 2. Platz - 2000: 3. Platz - 2003: 7. Platz - 2005: 4. Platz - 2007: 7. Platz - 2009: nicht qualifiziert - 2011: 7. Platz - 2013: nicht qualifiziert |

### Die Nationalmannschaft bei den Afrikaspielen
Die Damen-Basketballnationalmannschaft der Demokratischen Republik Kongo konnte den Wettbewerben der Afrikaspiele im Jahr 1987 den Titel gewinnen. Darüber hinaus erreichte das Nationalteam bei den Wettbewerben 1999 und 2003 die Silbermedaille und gewann 1991 Bronze. 1995 wurde die Mannschaft wegen zu später Anreise vom Turnier ausgeschlossen, 2007 belegte sie den achten, im Jahr 2011 den zehnten Rang.